# Corinna perida
Corinna perida là một loài nhện trong họ Corinnidae.
Loài này thuộc chi Corinna. Corinna perida được Arthur Merton Chickering miêu tả năm 1972.